# Strychnos ovata
Strychnos ovata är en tvåhjärtbladig växtart som beskrevs av Arthur William Hill. Strychnos ovata ingår i släktet Strychnos och familjen Loganiaceae. Inga underarter finns listade i Catalogue of Life.